# Ariamnes flagellum
Ariamnes flagellum là một loài nhện trong họ Theridiidae.
Loài này thuộc chi Ariamnes. Ariamnes flagellum được Carl Ludwig Doleschall miêu tả năm 1857.